# Leif Lampater
Leif Lampater (* 22. Dezember 1982 in Waiblingen) ist ein ehemaliger deutscher Radsportler, der auf Bahn und Straße aktiv war.

## Sportliche Laufbahn
Leif Lampater betrieb Radsport seit seinem 15. Lebensjahr. Der Schwerpunkt seiner sportlichen Tätigkeit lag auf dem Bahnradsport. 2004 startete er bei den Olympischen Spielen 2004 in Athen in der Mannschaftsverfolgung, gemeinsam mit Robert Bartko, Guido Fulst und Christian Lademann, und belegte mit dem deutschen Vierer Platz vier.
Lampater war ein Spezialist für das Zweier-Mannschaftsfahren (Madison); in dieser Disziplin wurde er dreimal deutscher Meister sowie 2013 internationaler australischer Meister. Er gewann 2014 das Rennen The Golden Wheel, ein traditionsreiches internationales Bahnrennen in London. Bis 2015 gewann er neun Sechstagerennen, deren Kernstück das Zweier-Mannschaftsfahren ist.
2015 kehrte Leif Lampater nach achtjähriger Unterbrechung in die deutsche Nationalmannschaft zurück, seinen letzten Einsatz für den Bund Deutscher Radfahrer hatte er Ende 2007 gehabt. Er unterstützte den deutschen Bahn-Vierer in der Olympiaqualifikation. Gleichzeitig wurde bekannt, dass er 2016 für das rad-net Rose Team starten wird. Am 1. Mai 2016 brach er sich das Kahnbein der linken Hand, so dass er nicht bei den Olympischen Spielen in Rio de Janeiro an den Start gehen konnte. 2017 wurde er deutscher Meister im Omnium. Im Jahr darauf beendete er seine Radsportlaufbahn. Er erklärte, künftig in der IT-Branche beruflich tätig zu werden.

## Palmarès
2005
- Bahnrad-Weltcup Los Angeles – Mannschaftsverfolgung (mit Robert Bartko, Robert Bengsch und Henning Bommel)
- Bahnrad-Weltcup Los Angeles – Zweier-Mannschaftsfahren mit Andreas Müller
- Bahnrad-Weltcup Manchester – Zweier-Mannschaftsfahren mit Guido Fulst
- Deutscher Meister – Mannschaftsverfolgung (mit Robert Bartko, Guido Fulst, Karl-Christian König)

2006
- Sechstagerennen Stuttgart (mit Robert Bartko und Guido Fulst)

2007
- Sechstagerennen Berlin (mit Guido Fulst)

2008
- Sechstagerennen Rotterdam (mit Danny Stam)
- Sechstagerennen Stuttgart (mit Iljo Keisse und Robert Bartko)
- Sechstagerennen Dortmund (mit Erik Zabel)

2009
- Sechstagerennen Bremen (mit Erik Zabel)

2010
- Deutscher Meister – Zweier-Mannschaftsfahren (mit Christian Grasmann)

2013
- Deutscher Meister – Zweier-Mannschaftsfahren (mit Nico Heßlich)
- Internationaler australischer Meister – Zweier-Mannschaftsfahren (mit Kenny De Ketele)
- Sechstagerennen Gent (mit Jasper De Buyst)

2014
- Deutscher Meister – Zweier-Mannschaftsfahren (mit Marcel Kalz)
- Deutscher Meister – Derny (hinter Peter Bäuerlein)
- Sechstagerennen Bremen (mit Wim Stroetinga)

2015
- Sechstagerennen Berlin – Zweier-Mannschaftsfahren (mit Marcel Kalz)

2016
- Deutscher Meister – Mannschaftsverfolgung (mit Maximilian Beyer, Lucas Liß und Marco Mathis)

2017
- Deutscher Meister – Omnium

2018
 Deutscher Meister – Mannschaftsverfolgung (mit Lucas Liß, Felix Groß und Jasper Frahm)

## Teams
- 2016 rad-net Rose Team
- 2017 rad-net Rose Team
- 2018 Heizomat rad-net.de